# Macromorphus
Macromorphus is een geslacht van kevers uit de familie van de loopkevers (Carabidae). De wetenschappelijke naam van het geslacht is voor het eerst geldig gepubliceerd in 1857 door Chaudoir.

## Soorten
Het geslacht Macromorphus is monotypisch en omvat slechts de volgende soort:
- Macromorphus boisduvali Banninger, 1939